# Periodisierung der japanischen Geschichte
Die Periodisierung der japanischen Geschichte (japanisch 日本史時代区分表, Nihonshi jidai kubunhyō) orientiert sich an den innerjapanischen kulturellen und politischen Entwicklungen und Herrscherhäusern und stimmen nicht notwendigerweise mit westlichen Einteilungen überein.
Einzelne Begriffe und die Kriterien für die Perioden werden am Ende des Artikels erläutert.

## Einteilung
| Epoche                   | Periode                       | Periode                              | Ereignisse |
| Prähistorische Zeit 元始 | ca. 7000–300 v. Chr.          | Jōmon 縄文時代                       | - benannt nach Keramikfunden mit Schnurmuster (jōmon) - Entwicklung des Ackerbaus - Einwanderung |
| Altertum 古代            | ca. 300 v. Chr. – 300 n. Chr. | Yayoi 弥生時代                       | - Reis-Anbau - Kleinstaaten - Erwähnung in chinesischen Quellen |
|                          | ca. 300–645                   | Kofun (Yamato) 古墳時代              | - Hügelgräber (Kofun) - Zentralisierung unter dem Yamato-Klan - Zunehmender Einfluss der chinesischen Kultur - Kontakte zu den drei koreanischen Reichen - Bronze |
|                          | Ende 6. Jh. – 710             | Asuka 飛鳥時代                       | - Buddhismus - Kaiserliche Residenzen in der Asuka-Region - Taika-Reform - Konfuzianisches Staatswesen - chinesische Schrift |
|                          | 710–794                       | Nara 奈良時代                        | - Kaiserliche Residenz in Heijō-kyō (heutiges Nara) und Nagaoka-kyō - Errichtung des Großen Buddha von Nara (751) |
|                          | 794–1185                      | Heian 平安時代                       | - Verlegung der Hauptstadt nach Heian-kyō (heutiges Kyōto) - Blüte der höfischen Kultur, vor allem Dichtkunst und Literatur - Macht des Kaisers allmählich geschwächt - Kriegerfamilien (bushi) etablierten sich |
|                          | 866–1160                      | Fujiwara-Zeit                        | |
|                          | 1086–1156                     | Insei-Zeit                           | |
| Mittelalter 中世         | 1185–1333                     | Kamakura 鎌倉時代                    | - Minamoto no Yoritomo gründet Militärregierung (Shogunat) mit Sitz in Kamakura - Mongolenangriffe werden zurückgeschlagen (Kamikaze) - Erneuerungsbewegungen im Buddhismus - Beginn des Burgenbaus |
|                          | 1333–1392                     | Nord- und Südhof 南北朝時代          | - Schisma der Tennō-Dynastie |
|                          | 1338–1573                     | Muromachi 室町時代                   | - Kemmu-Restauration scheitert - Gründung neuen Shogunats mit Sitz in Muromachi, einem Stadtteil Kyōtos - Auflösung der Zentralmacht |
|                          | 1477–1573                     | Zeit der streitenden Reiche 戦国時代 | - rivalisierende Kriegsherren (Daimyō) kämpfen um die politische Vorherrschaft |
| Neuzeit 近世             | 1573–1600                     | Azuchi-Momoyama 安土桃山時代         | - Militärische Wiedervereinigung - Starker Einfluss der christlichen Mission - Tabak und Feuerwaffen - Korea-Feldzug (Imjin-Krieg) scheitert |
|                          | 1600–1867                     | Edo (Tokugawa) 江戸時代              | - neue Militärregierung unter Führung der Tokugawa mit Sitz in Edo - Weitgehend friedliche Epoche - starke Zentralgewalt - Bürokratisierung des Kriegerstandes - Isolationspolitik - ständische Gesellschaftsordnung (Shinōkōshō) - langsamer Niedergang der Samurai - Aufstieg der Städte - Verfeinerung der Künste (Sadō, Bushidō, ukiyo-e, Kabuki) |
| Moderne 近代             | 1868–1912                     | Meiji 明治時代                       | - politische Herrschaft unter Führung des Tennō mit Sitz in Tōkyō (früher Edo), Absetzung des letzten Shōgun Tokugawa Yoshinobu 1868 und Abschaffung der Han 1871 - Öffnung gegenüber dem Westen - rasante Modernisierung - Erster Japanisch-Chinesischer Krieg 1894–1895 - Russisch-Japanischer Krieg 1904–1905 - Kolonisierung Koreas 1905–1945     |
|                          | 1912–1926                     | Taishō 大正時代                      | - liberale Epoche - Erster Weltkrieg auf Seiten der Alliierten - Übernahme der deutschen Kolonien in China nach dem Vertrag von Versailles - Großes Kantō-Erdbeben 1923 |
|                          | 1926–1989                     | Shōwa 昭和時代                       | - Imperialismus - Zweiter Japanisch-Chinesischer Krieg/Pazifikkrieg auf Seiten der Achsenmächte 1937–1945 - Demokratisierung - Wirtschaftsaufschwung |
|                          | 1945–1952                     | Besatzungszeit                       | - eingeschränkte Souveränität Japans - Friedensvertrag von San Francisco |
| Gegenwart                | 1989–2019                     | Heisei 平成時代                      | - Platzen der Bubble Economy - Bankenkrise - Deflation - langsame Revitalisierung der Wirtschaft - Dreifachkatastrophe aus Tōhoku-Erdbeben, dem darauf folgenden Tsunami und der Nuklearkatastrophe von Fukushima |
|                          | seit 2019                     | Reiwa 令和時代                       | - COVID-19-Pandemie |

## Methodik

### Archäologische Einteilung
Die Japanische Altsteinzeit und die Jōmon-Zeit in der archäologischen Periodisierung entsprechen in der geschichtlichen Einteilung der Urzeit (元始, genshi); die Yayoi-Zeit bis zum Ende der Heian-Zeit entsprechen in Japan dem Altertum (古代, kodai). Jōmon und Yayoi sind Bezeichnungen für Keramiken, ein Kofun ist ein Hügelgrab.

### Hauptstädte
Von der Asuka- bis zur Edo-Zeit richtet sich die Einteilung nach der jeweiligen Hauptstadt. Manchmal findet sich auch stattdessen der Name des als Shogun regierenden Klans, so wird die Edo-Zeit auch als Tokugawa-Zeit bezeichnet.

### Regierungsdevisen
Ab der Meiji-Zeit entsprechen die Ära-Namen der vom Kaiser gewählten Regierungsdevise.

### Zwischenperioden
Die Sengoku-Zeit ist nach der gleichlautenden chinesischen Epoche benannt, die jedoch in China einen älteren Zeitabschnitt bezeichnet.